# Alfred Lambert-Ribot
Alfred-Alexandre-Étienne Lambert-Ribot (1er décembre 1886, Calais - 26 avril 1967) est un haut fonctionnaire français. 

## Biographie
Neveu par sa mère née Ribot du sénateur et président du Conseil Alexandre Ribot. 
Docteur en droit de la faculté de droit de Paris en 1913 et diplômé de l'École libre des sciences politiques, il entre comme auditeur au Conseil d'État en 1910. Adjoint du chef de cabinet du ministre du Travail en 1911, puis du ministre des Travaux publics en 1917, il est attaché à la présidence du Conseil en cette même année. 
Mobilisé durant la Première Guerre mondiale, il obtient la croix de guerre.
En janvier 1919, il donne sa démission du Conseil d'État et est nommé maître des requêtes honoraire. 
Secrétaire général (1918-1926) puis délégué général de l'Union des industries métallurgiques et minières (UIMM) et vice-président du Comité des forges à partir de 1926.
De 1921 à 1939, il est délégué patronal au Bureau international du travail (BIT) et membre du Conseil national économique de 1925 à 1940.

## Publications
- Du retrait des droits irrégulièrement conférés par l'administration, 1913
- L'évolution de la mentalité patronale et de la mentalité ouvrière dans différents pays, au contact des réalités, 1930
- Alfred Lambert-Ribot, Exposition internationale de Liège -- Rapport général de la section française, Comité français des expositions à l'étranger, 1930 (lire en ligne) disponible sur Gallica.

### Sources
- Jean-Claude Daumas, Alain Chatriot, Danièle Fraboulet, Hervé Joly (dir.), Dictionnaire historique des patrons français, Paris, Flammarion, 2010.
- Danièle Rousselier-Fraboulet, Quand les patrons s'organisent: stratégies et pratiques de l'Union des industries métallurgiques et minières, 1901-1950, Villeneuve d'Ascq, Presses universitaires du Septentrion, 2007.
- Notices d'autorité :   - VIAF
  - BnF (données)
  - IdRef